# エフエムもりぐち

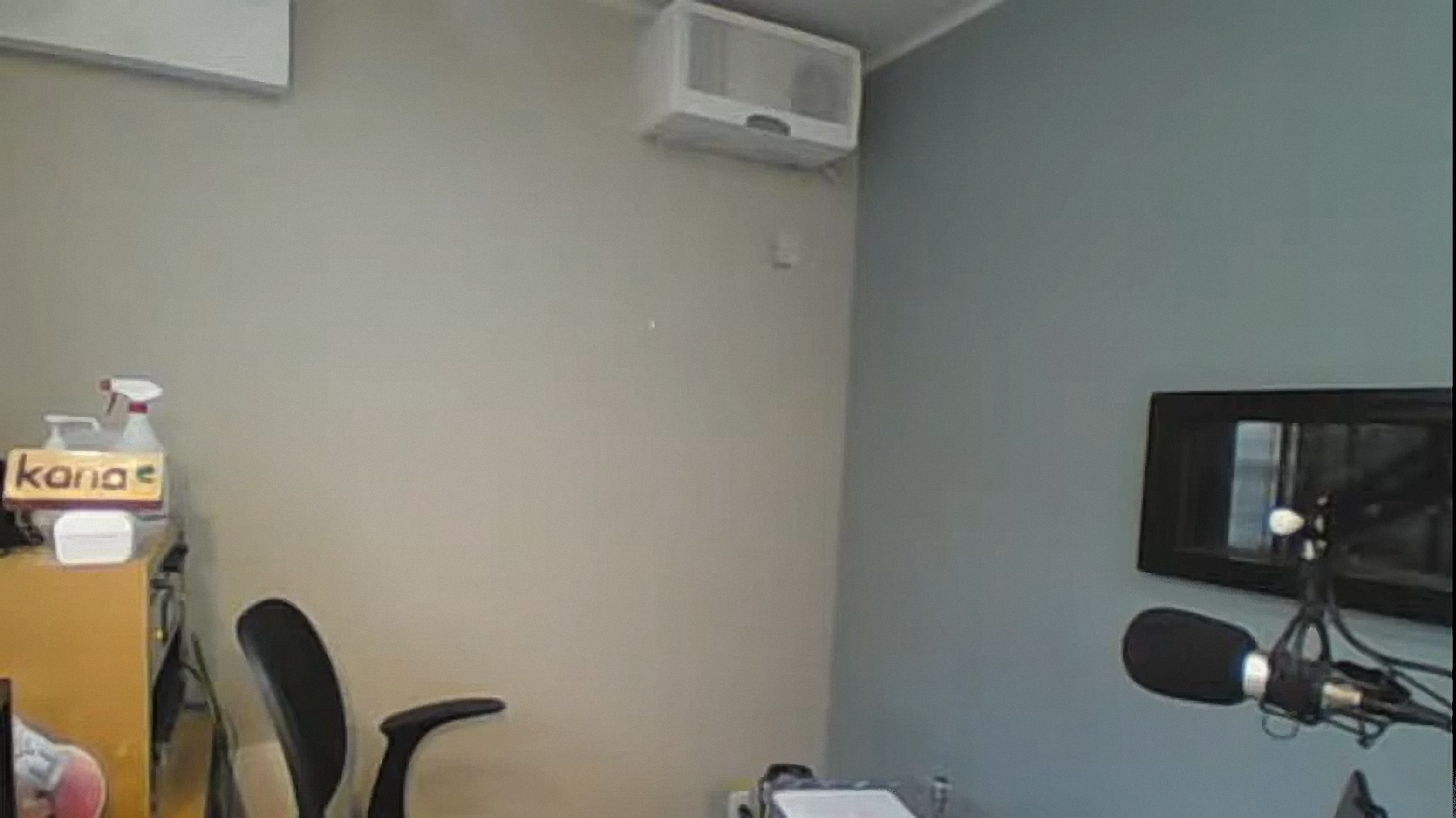
エフエムもりぐち（FM-HANAKO）　はなす＊スタジオ左側（さわやかワイド 824・プロムナード 824出演者席）　撮影日：2023年（令和5年） 3月31日

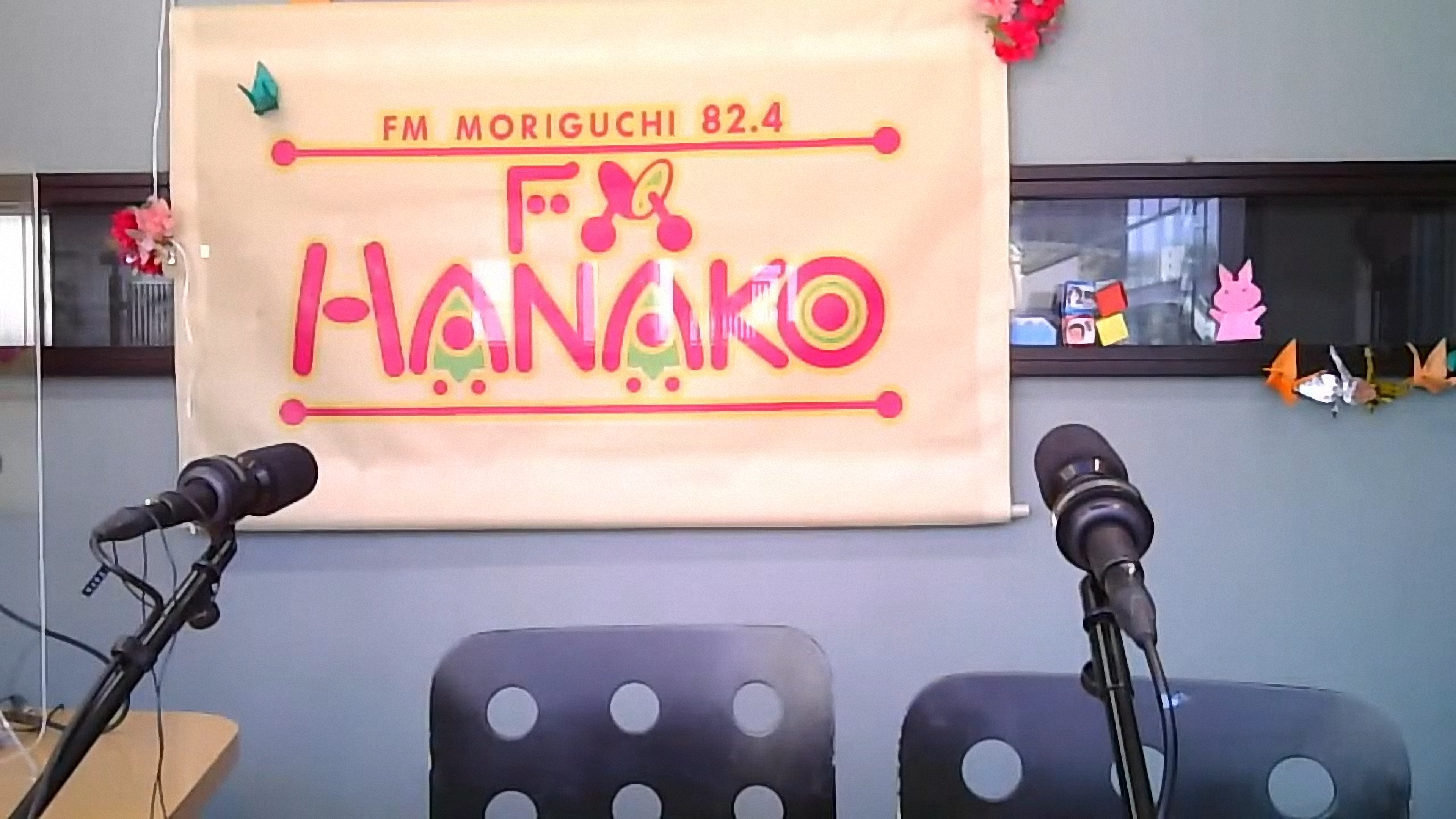
エフエムもりぐち（FM-HANAKO）　はなす＊スタジオ正面（ゲスト出演者席 兼 箱番組出演者席）　撮影日：2023年（令和5年） 3月31日

株式会社エフエムもりぐちは、かつて大阪府守口市および門真市の各一部地域を放送区域として超短波放送（FMラジオ放送）を実施していた特定地上基幹放送事業者である。FM-HANAKO（エフエムハナコ）の愛称でコミュニティ放送事業を運営していた。

## 概要
1992年（平成4年）の放送法施行規則改正 で制度化されたコミュニティ放送の西日本第1号（全国では第1号の北海道・函館市のFMいるかに次ぐ第2号）として1993年（平成5年）7月に開局した。1995年（平成7年）の阪神・淡路大震災発生時点で近畿地方に所在していた唯一のコミュニティ放送局である。
聴取可能エリアは守口市（約7万世帯、人口約14万5千人）・門真市（約6万1千世帯、人口約12万7千人） (2016年（平成28年）4月現在）を中心に北は枚方市・高槻市、南は大阪市生野区・東大阪市（東部の一部地域）、東は四條畷市（西部の一部地域）、西は大阪市東淀川区・都島区とされているが、このほかに大阪市の鶴見区、旭区、東成区、城東区、寝屋川市、大東市（南部一部は除く）のほぼ全域が可聴範囲、吹田市、茨木市、東大阪市の西部の一部地域などではカーラジオで聴取可能な地域がある としている。
群馬県太田市のおおたコミュニティ放送（FM TARO）とは、太郎と花子という意味合いから、姉妹局の関係である。
放送時間は24時間（5:00基点。日曜日深夜 - 月曜日未明も放送）。自社スタジオからは主に日中（7:00 - 19:00までの範囲内）に放送しており（FM-HANAKOの放送番組一覧参照）、平日は帯ワイド番組を集中的に編成（「さわやかワイド82.4」は土・日を含む全曜日放送）している。夜から翌朝にかけてはミュージックバードの番組を放送。
スタジオはオープンスタジオとなっており、文化センターの休館日（原則毎週木曜日（祝日の場合次の平日）と年末年始）以外は自由に見学をすることが出来る。また地域に根ざした情報提供・番組参加を広くリスナーから呼びかけている。2014年（平成26年）10月1日から、同センター1階エントランスにもうひとつのオープンスタジオとなる「はなすスタジオ」（はなスタ） がオープンし、センター休館日を除いたほとんどの生放送番組はこの「はなスタ」から放送されている（休館日と、一部の収録番組は従来通り地下1Fのスタジオで生放送・収録され、こちらも開館時間であれば見学可能であった）。
特に開局記念日となる毎年7月20日前後には記念特別番組を守口市内の公共施設から、また毎年11月第1週の土・日に開かれる「守口市民祭り」では日曜日のメインイベント開催日に京阪百貨店の駐車場に特設オープンスタジオを設けた長時間特番をそれぞれ公開生中継で実施。リスナー参加型イベントや歌手のミニコンサートを展開している。
FM文字多重放送を全国のコミュニティ放送局で初めて実施し、番組連動情報やニュース・天気、地域情報などを提供していた。
2008年（平成20年）2月、全国のコミュニティ放送局及びNHKを除いた近畿圏のラジオ放送局としては初めて緊急地震速報の運用を導入した。
読売新聞の協力による日本国内外のニュース（HANAKO NEWS）を放送している。
2009年（平成21年）4月1日、SimulRadioのサービスに参加した。放送時間は毎日7:00 - 19:00および深夜の自社制作番組（夜間の緊急地震速報とミュージックバード配信の番組を除く。ミュージックバードも再配信が可能となっているが一部を除き当局は行っていない。）。インターネット放送ではパーソナリティの表情が見ることができた。（2014年（平成26年）9月まで）
都市対抗野球大会にパナソニック野球部（旧・松下電器野球部、門真市）が出場する場合、通常のプログラムを休止・変更してパナソニック野球部の出場試合を実況生中継する。（2007年（平成19年）9月2日の準々決勝は編成の都合により撮って出し録音放送した。葛飾エフエム放送とFM TAROとの技術協力。解説者はFM HANAKOから派遣した。）
CMは守口市と門真市の企業・自治体関連が多く放送されているが、パナソニックやりそな銀行など地元に本社・支店を置く大手企業のものも放送される。また、ACジャパンには加盟していないため、公共広告は独自製作のものを放送するが、日本赤十字社や国政選挙期間中の政党など一般の民放で放送されるものも放送される。
2011年（平成23年）3月11日に発生した東北地方太平洋沖地震（東日本大震災）の際は、3月18日までの1週間、生ワイド番組を全て休止して地震関連の情報を中心とした番組編成に特化した。
2022年（令和4年）7月20日からは一部サービスエリアが重複する八尾市のコミュニティFM「やおコミュニティ放送（FMちゃお）」と提携し、技術や人材の相互交流を開始。10月改編からは当局制作の『さわやかワイド82.4!』と『プロムナード82.4』を木・金の一部時間に限りFMちゃおに向けても放送している。守口市の市政番組はFM HANAKOローカル枠にて放送されているが、門真市の市政番組はFMちゃおでも放送される。

## 閉局
2023年（令和5年）1月25日、公式ウェブサイトにて同年3月31日をもって放送終了することを発表。同年3月31日18時00分から19時00分にかけて放送された『FM-HANAKO 閉局特番』の終了をもって、FM-HANAKOの全番組が終了。番組終了後の19時に完全停波し、1993年（平成5年）の開局から29年続いた、FM-HANAKO（エフエムもりぐち）を閉局した。

## 株主
- 守口市
- 門真市
- パナソニック
- 三洋電機（パナソニックグループ）
- 大阪国際学園
- 関西医科大学
- 三菱UFJ銀行
- りそな銀行
- 京阪百貨店
- ジャガーグリーン
- 守口門真商工会議所
- FM-HANAKOもりぐち支援会
- タイガー魔法瓶

## 番組一覧

### 自社製作番組
※ 2018年（平成30年）4月現在。
平日
- さわやかワイド824

毎日早朝からお昼にかけて。当局唯一の全曜日対応ワイド番組。途中に守口市・門真市の広報番組をフロート番組として挿入。
- - 平日：第1部 7:00 - 9:55・第2部 11:00 - 13:55
  - 土曜日：第1部 7:30 - 9:55・第2部 11:00 - 14:55
  - 日曜日：第1部 7:30 - 10:55・第2部 12:00 - 14:55

元々、早朝は全曜日対応の「おはようHANAKOです」、昼は平日が「お昼はまるまる824!」、土曜日が「はなまるサタデー」、日曜日は「ジモットサンデー」というワイド番組だったが、それらを2009年度（平成21年度）から統合し、平日は約6時間、土・日曜日は約6時間半のワイド番組として一新し、パーソナリティーも全ての時間帯で統一した。
- 全員集合!!井戸端倶楽部（月曜日 - 金曜日 10:00 - 10:55） サービスエリア内のリスナー（特に奥さん方）が中心となって日々の暮らしに役立つ話題をリスナーの情報提供とともにつづる。2010年度（平成22年度）から一時期、火曜日 - 金曜日、2009年度（平成21年度）までは月曜日 - 木曜日の放送だった。
- しあわせ歌BOX（月曜日 14:00 - 14:55）
  - 「カラオケ天国」・「カラオケプロムナード」から続くリスナーのカラオケを聞く番組
- 原みどりとくーみんの歌好きパラダイス(火曜日 14:00 - 14:30、再放送 土曜日 17:00 - 17:30)
- 川口哲也の演歌街道（水曜日 14:00 - 14:55、再放送 土曜日 16:00 - 16:55）
- プロムナード824（平日 15:00 - 19:00）
  - 認知症ほっとサロン(第1・3・5週の金曜日16:00 - 16:30、再放送は毎週土曜日15:00 - 15:30で、直近の放送がなかった週は前週の内容をそのまま再放送するため、同じ内容が本放送を入れて　2 - 3回流れる）
  - もりかど探偵団（放送期間：2001年（平成13年）4月2日 - 2019年（平成31年）3月22日） - 原則として第2・4週の金曜日 15:35頃 - 16:50頃。再放送は毎週土曜日 22:00 - 23:30と日曜日 23:00 - 24:30で、直近の放送がなかった週は前週の内容をそのまま再放送するため、同じ内容が最大本放送を入れて　7回流れる。）

週末
- とびっきりサンデー（日曜日 11:00 - 11:55）
  - かつては第2・4週放送。
  - 4週目のみKiYO（Alias）
- ラグタイム〜バリアーフリー放送企画（第1週土曜日 10:00 - 10:55）
- こころの歌〜HANAKO ホームミュージック（第2・4・5週土曜日 10:00 - 10:55）
- Fun Fun　シネルフレ（土曜日 23:30 - 24:00、再放送 日曜日 16:30 - 17:00）
- 疋田哲夫の哲ちゃんの"哲学"（土曜日 24:00 - 24:30）BAN-BANラジオでも先行ネットで放送。
- てんぱるサンデー → はな＊スタCafe（日曜日 15:00 - 16:00）サービスエリア内の10、20代、さらに30代まで幅広い人たちによって企画、展開されるトーク番組である。
- 宇田祥次　一筋の道（日曜日 18:00 - 18:45）
- かどまdeナイト（第1・3週土曜日 18:12 - 19:00）

過去
- Sista FiveのちゃっとチャットGO!GO!（火曜日 14:00 - 14:30、再放送 土曜日 23:30 - 24:00）
- こちら824生ラジオ（平日午後）
- やまなのぶっちゃけトーク（土曜日 15:00 - 17:00）
- りんくるJAM（土曜日 15:00 - ?）
- カラオケ・プロムナード（土曜日 17:00 - 19:00）※ リスナーから応募されたカラオケを放送
- MCタイム（日曜日 16:00 - 17:00）「FM HANAKOサポートショップ（サポショップ）」加盟店舗で配布するステッカーにあるメッセージカードに寄せられたお便りやリクエスト、情報を紹介。
- 佐ん吉・ちょうばのラジオDESSE!!（金曜日 10:00 - 10:55）米朝事務所所属の若手落語家・桂佐ん吉と桂ちょうばがパーソナリティを務めるトークバラエティ。コミュニティ放送では珍しくスポーツ新聞からの最新のスポーツ・エンターテインメントニュースのコーナーを設けていた。
- アフタヌーン・レーダー（火曜日 14:00 - 14:30）
  - 1・3・5週　ほっぺふき子・雨衣子
  - 2・4週　DDプリンセス（ダイコクドラッグ従業員で作るアイドルユニット）
- 夢香とドリームファンタジー（木曜日 14:30 - 14:55、再放送 日曜日 18:30 - 19:00）

#### 市政番組
守口市（守口市広報の時間）
- 「さわやかワイド824」への内包
  - 毎日　8:00 - 8:45（もりぐちトピックス・市民演奏コーナー・暮らしの家庭百科）
  - 平日 12:00 - 12:45（市民演奏コーナー・守口市からのお知らせ・いきいきライフもりぐち・もりぐち伝言板）
  - 土・日 12:00 - 12:20
- 「プロムナード824」への内包
  - 平日 18:00 - 18:20（守口市からのお知らせ・もりぐち文学散歩道・もりぐち電話訪問）

門真市（みんなのかどま）
- 毎日　9:15 - 9:28（門真市からのお知らせ、ワクワクかどま　「さわやかワイド824」への内包）
- 平日 15:03 - 15:30（元気トークかどま、門真市からのお知らせ、ワクワクかどま　「プロムナード824」への内包）

### PCMタイム
- ミュージックバード配信

●: インターネット聴取可

#### 5:00 - 6:40  途中飛び降り
- ゴールデン歌謡演歌

#### 19:00 - 21:00
この枠は主として演歌・歌謡曲を重視した内容となっている。
なお、この時間帯はパソコン及びスマートフォンで聴取することは原則としてできない。
- ゴールデン歌謡演歌（金曜日19時台を除く、平日再放送）
- 川崎浩の歌謡ルネサンス（金曜日 19:00 - 20:00）
- スター名曲選（土曜日）
- KAYO-ENKA今週のベスト30（日曜日 - 22:00）

#### 21:00 - 24:00
- ●大西貴文のTHE NITE（平日）
- ●杏奈カフェ（土曜日 21:00 - 21:55）
- 歌謡演歌ニューリリース（日曜日 22:00 - 23:00）

#### 24:00 - 25:00
- ●真夜中の訪問者(月曜日)
- ●るーりぃ♡みーなukiukiルミナス（火曜日 24:00 - 24:30）
- ●中村繪里子 キラとき☆（火曜日 24:30 - 25:00）
- ●宮野寛子のcomfortな時間（水曜日）
- ●週刊メディア通信（木曜日）
- ●SHINGO's radio show night fever（金曜日）
- SWING EASY（土曜日 24:30 - 29:00）
- BALLADE（日曜日 24:30 - 29:00）

### その他のネット番組
- メイドインO.I.U（土曜日 17:00 - 17:30）大阪国際大学の学生が主体となって同大学の紹介や学生の本音を聞き出すコーナーを展開する。（エフエムひらかた配給・制作）
  - O．I．U． ★from the students（金曜日 23:00 - 23:30、過去）
- Face to Face Music Workshop (日曜日 17:30 - 18:00) 大阪アニメーションカレッジ専門学校制作のトーク番組。

#### 過去
- ラジオフォーラム（土曜日 18:00 - 19:00　ラジオアクセスフォーラム製作　2015年（平成27年）3月までラヂオきしわだ、2015年（平成27年）4月から当社配信）
- hot pot Kiroro

### インフォメーション・その他
- HANAKOミュージックライブラリー - ノンDJで自社の持っている音源を使用して特定のアーティストの音楽を放送する穴埋め番組。
- HANAKOキャンペーン -  番組情報やサポートショップ、防災メモなどを放送するミニ番組。

## 特別番組

### 開局10周年記念番組「HANAKOは続くよ、どこまでも」
西日本初のコミュニティ放送局として開局10周年を迎えたことを記念して、2003年（平成15年）7月19日14時から20日14時までの24時間に渡って放送を行った特別番組。
毎年7月20日の開局記念日に合わせて公開放送を実施するなどの特別番組を集中して編成しているが、この番組では通常生放送を行わない夜間・深夜から早朝にかけての生放送を初めて実現。縁のある歴代パーソナリティーが多数総出演して過去の番組から特に選りすぐられた名場面を録音テープを交えて展開した。また、サービスエリアである守口市、門真市の全町からリクエストを募る「全部の町からちょうだいリクエスト」なる企画や市民参加型の企画も放送された。
パーソナリティー一覧（※ カッコ内は主要担当番組）
7月19日
- 14:00 - 17:00　大槻 直美（看板アナウンサー）
- 17:00 - 19:00　近藤 栄（大阪の中波ラジオのパーソナリティーを担当し、開局当初から「プロムナード824・水曜」などを担当）
- 19:00 - 21:00　やまなひとふみ（週末のトークバラエティー「やまなのぶっちゃけトーク」）
- 21:00 - 24:00　島よしのり、東中 あけみ（開局当初から「プロムナード824・金曜」などを担当。島は関西の放送局のパーソナリティーやCMナレーターとしても知られる）

7月20日
- 0:00 - 3:00　山サキ 久美子（「お昼はまるまる824」）
- 3:00 - 6:00　川中 博子（「プロムナード824」当初は火曜日  →  2014年（平成26年）12月現在は水曜日。また現在[いつ?]は月曜日の「お昼はまるまる824」にも出演するなど名物パーソナリティーの一人。）
- 6:00 - 9:00　浜野 京子（「おはようHANAKOです」担当）
- 9:00 - 11:00　上田 彰（「プロムナード824・月曜」　関西ではテレビのナレーション出演多数。）
- 11:00 - 12:30　野々村 ひとみ（開局当初「カラオケ天国」など担当）、前田 勝久（開局当初から同局の番組に率先的に出演。現在[いつ?]は「プロムナード824・金曜」担当。また開局記念特番や守口市民祭りの長時間特番でも総合司会を務める。）
- 12:30 - 14:00　宮森 敦子（「おはようHANAKOです」「お昼はまるまる824」など。）

この24時間特番終了後の7月20日14:00 - 16:00には守口市の三洋電機本社屋内「e-Cafe」から開局10周年記念公開生放送「HANAKO 10年目のバースデー」を放送した。ここではクイズ大会や歌手のライブ等も開かれた。